# Vivian Kong
Vivian Kong (en chino: 江旻憓, Kong Man Wai; Hong Kong, 8 de febrero de 1994) es una deportista hongkonesa que compite en esgrima, especialista en la modalidad de espada.
Participó en tres Juegos Olímpicos de Verano, entre los años 2016 y 2024, obteniendo una medalla de oro en París 2024, en la prueba individual, y el quinto lugar en Tokio 2020, en la misma prueba.
Ganó dos medallas de bronce en el Campeonato Mundial de Esgrima, en los años 2019 y 2022, ambas en la prueba individual.

## Palmarés internacional
| Juegos Olímpicos   | Juegos Olímpicos   | Juegos Olímpicos  | Juegos Olímpicos  |
| Año                | Lugar              | Medalla           | Prueba            |
| ------------------ | ------------------ | ----------------- | ----------------- |
| 2024               | París (Francia)    | Medalla de oro    | Espada individual |
| Campeonato Mundial |                    |                   |                   |
| Año                | Lugar              | Medalla           | Prueba            |
| 2019               | Budapest (Hungría) | Medalla de bronce | Espada individual |
| 2022               | El Cairo (Egipto)  | Medalla de bronce | Espada individual |